# دان ويسكوبف
دان ويسكوبف (و. 1989  م) هو لاعب هوكي الجليد سويسري، ولد في بيال/بيان.

## روابط خارجية
- دان ويسكوبف على موقع EliteProspects.com (الإنجليزية)